# Alfred de Dreux
Pierre-Alfred Dedreux, más conocido como Alfred De Dreux como le gustaba firmar, (París, 23 de marzo de 1810-París, 5 de marzo de 1860), fue un retratista y pintor de animales francés especializado en la representación de caballos.

## Biografía

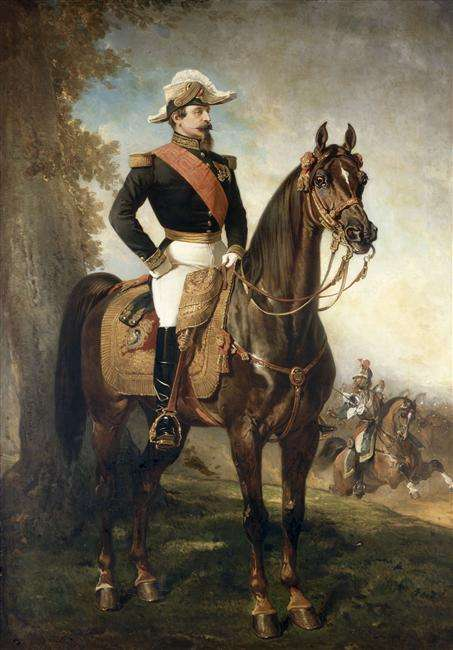
Alfred De Dreux, Retrato ecuestre de Napoleón III (1859), museo del Ejército, Hotel de los Los Inválidos, París.

Pierre Alfred era el primer y único hijo varón de Pierre-Anne Dedreux (1788-1834), arquitecto, y su esposa Élisabeth-Adélaïde Colin (o Collin; 1785-1874).
Sus dos hermanas menores eran Thérèse Élisabeth llamada familiarmente Elisa (1812-1846) y Louise Marie Anaïs conocida como Louise (1824-1891) que se casó con Aimé Victor Napoléon Becq de Fouquières. Elisa fue la madre del escritor Louis Becq de Fouquières.
Alfred solía pasar tiempo con su familia en la villa Médicis, después de que su padre obtuviera el gran premio de Roma de arquitectura en 1815 gracias a un proyecto de la escuela Politécnica. Mientras estaban allí, Théodore Gericault, un amigo de su padre, le retrató a él y a su hermana Elisa.
En 1823, empujado por su tío Pierre-Joseph Dedreux-Dorcy (1789-1874), pintor, estudió pintura con Théodore Géricault y Léon Cogniet. El caballo ya era su temática favorita, como atestiguan los bocetos que realizó en esa época.

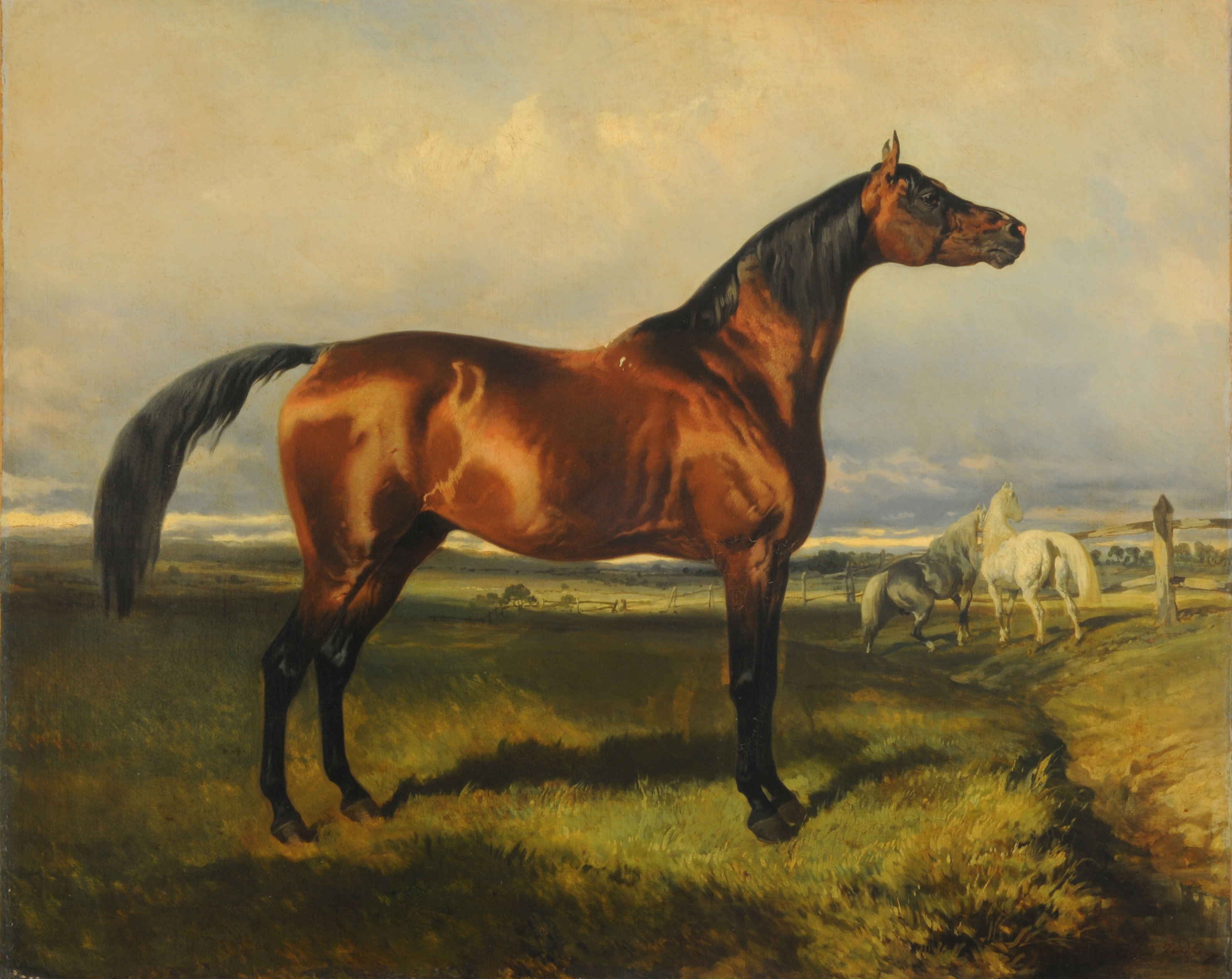
Caballos en libertad- Alfred de Dreux.

En 1825 realiza su primer lienzo grande, una copia del Mazeppa (1823) de Théodore Géricault y en 1831 expone en el Salón anual por primera vez. Expondrá regularmente hasta 1859.
En 1832 realizó un primer retrato ecuestre del duque de Orleans (hijo de Luis Felipe I); que hizo que Pierre-Joseph Dedreux-Dorcy lo recomiende a Eugène Isabey lo que le permite trabajar en el taller de este pintor.
En 1842 obtuvo su primer encargo del Estado para la realización de un Retrato ecuestre del duque de Orleans y su guardia y en 1844 acompaña al rey Luis Felipe I en su viaje oficial a Inglaterra. Como consecuencia de este viaje, el pintor hará muchas visitas al país.
En 1848 acompaña a Luis Felipe tras su abandono de Francia, a Inglaterra en Claremont (Surrey), y se hace reconocido entre la aristocracia inglesa para quienes realiza numerosos retratos ecuestres, dada la pasión de esta por la equitación y la caza del zorro.
En 1852, de regreso en París, instala su taller en el 26 calle de Doté. Realiza numerosos retratos ecuestres de la familia y del círculo del emperador Napoleón III. Vuelve frecuentemente a Inglaterra.
El 16 de agosto de 1857 fue nombrado caballero de la Legión de Honor. En esta época comparte su taller con Paul Gavarni.
Muere el 5 de marzo de 1860, de un absceso en el hígado sufrido durante una estancia en Inglaterra, como atestigua una carta del 17 de julio de 1860 escrita por su hermana Louise Becq y como lo atestigua igualmente Maxime de Camp. Aunque luego circuló el rumor de que había muerto en un duelo con el conde de Fleury, ayudante de campo del emperador. Este rumor a veces se atribuye a Charles Blanc. En 1951, fue repetido por el sobrino nieto de Alfred de Dreux, André de Fouquières, en su libro de memorias Cincuenta años de Panache.